# Di tích khảo cổ Gò Cây Thị

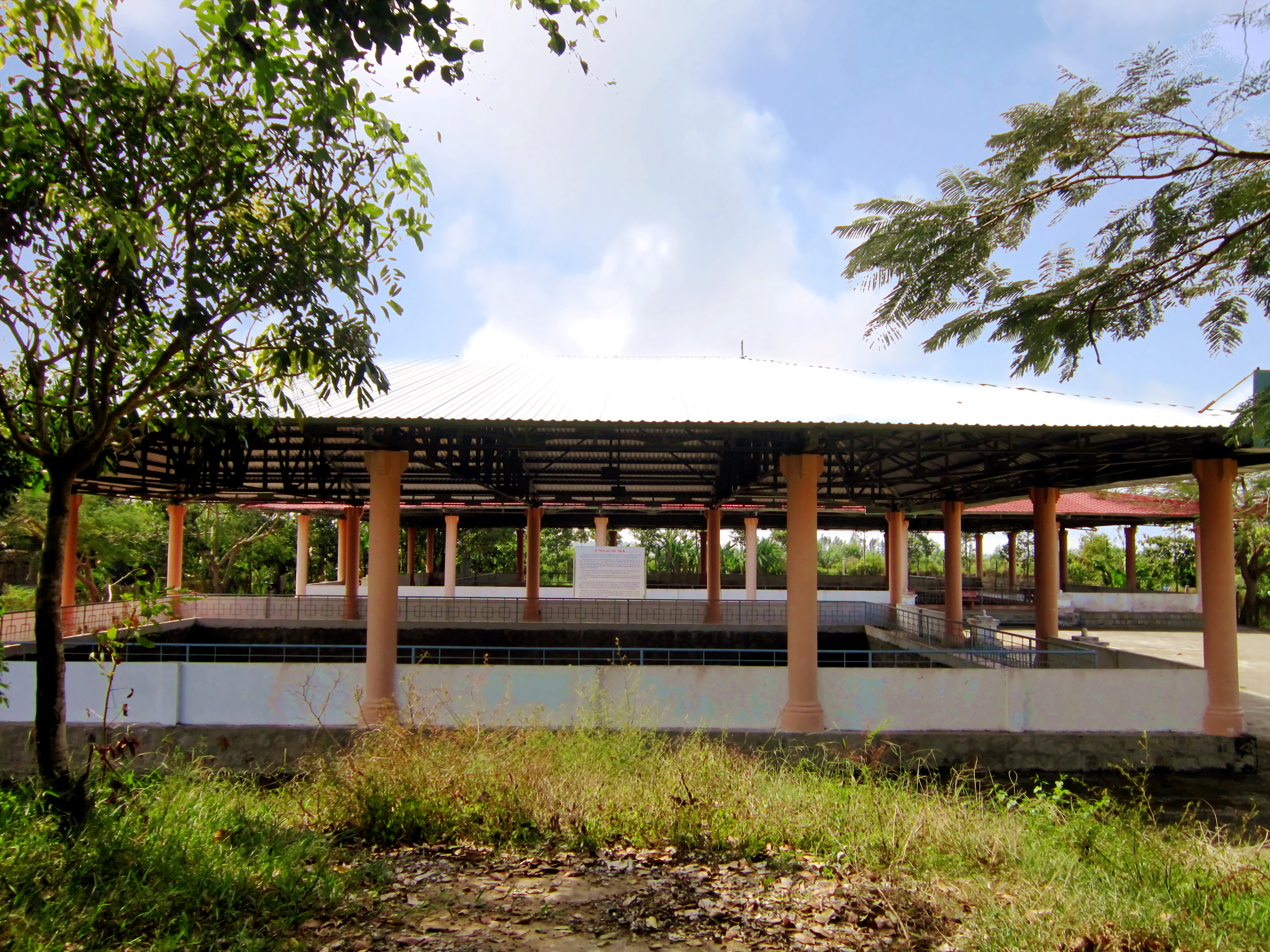
Khu trưng bày di tích khảo cổ Gò Cây Thị A và B hiện nay (2013)

Khu di tích khảo cổ Gò Cây Thị nằm giữa một cánh đồng trồng lúa rộng lớn ở thị trấn Óc Eo, thuộc huyện Thoại Sơn, tỉnh An Giang, Việt Nam.

## Giới thiệu

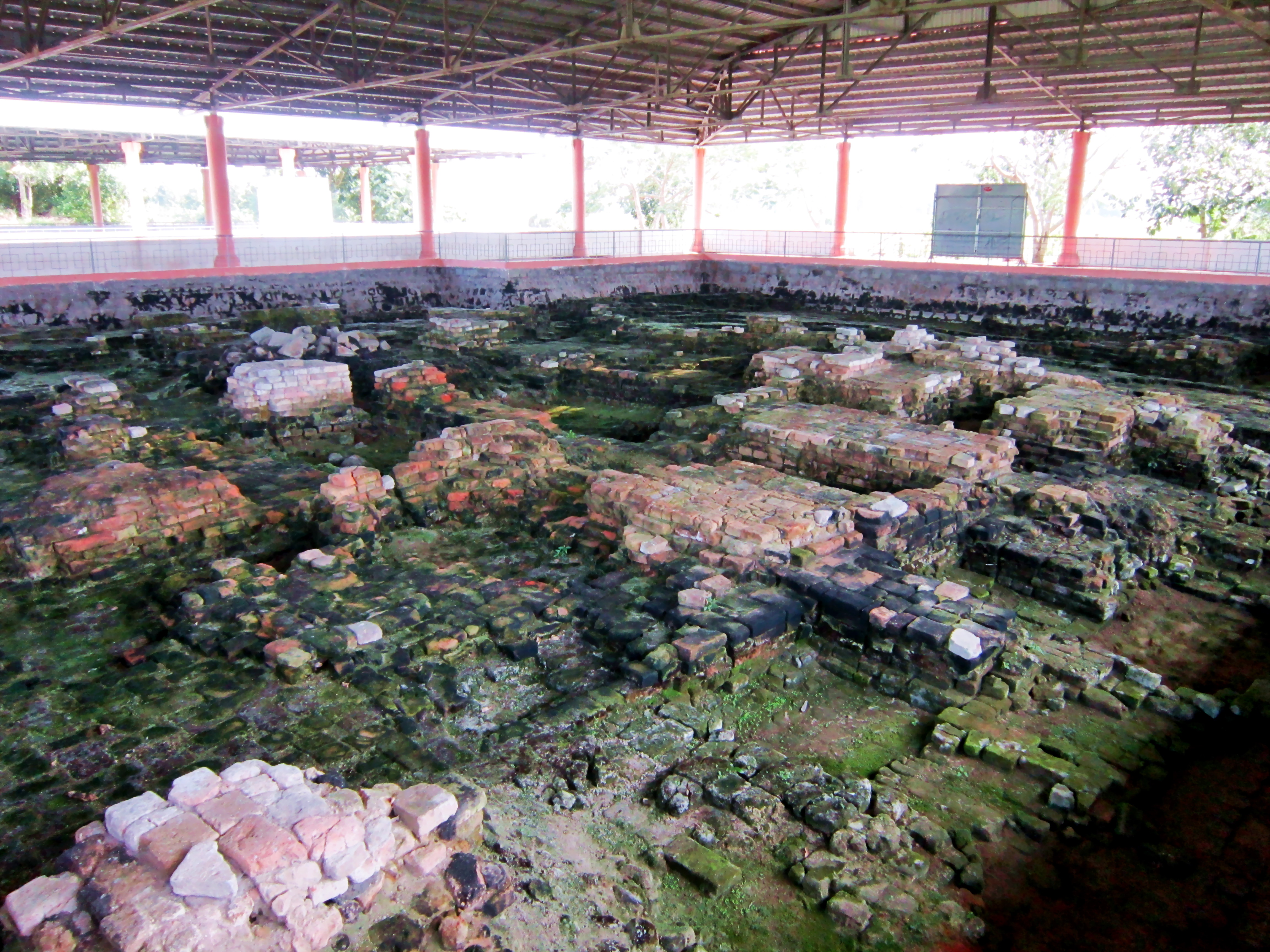
Di tích Gò Cây Thị A

Di tích Óc Eo đã được nhà khảo cổ người Pháp Louis Malleret ở Viện Viễn Đông Bác cổ phát hiện năm 1942 và được khai quật lần đầu tiên vào tháng 2 năm 1944 tại nhiều địa điểm khác nhau, trong đó có di tích khảo cổ Gò Cây Thị.
Di tích khảo cổ phát hiện lúc bấy giờ là một nền móng kiến trúc có diện tích 488,88 m, nằm trên cánh đồng Óc Eo, cách Giồng Cát về phía Đông khoảng 500 m và cách di tích Nam Linh Sơn trên triền núi Ba Thê khoảng 1.600 m về phía Tây.

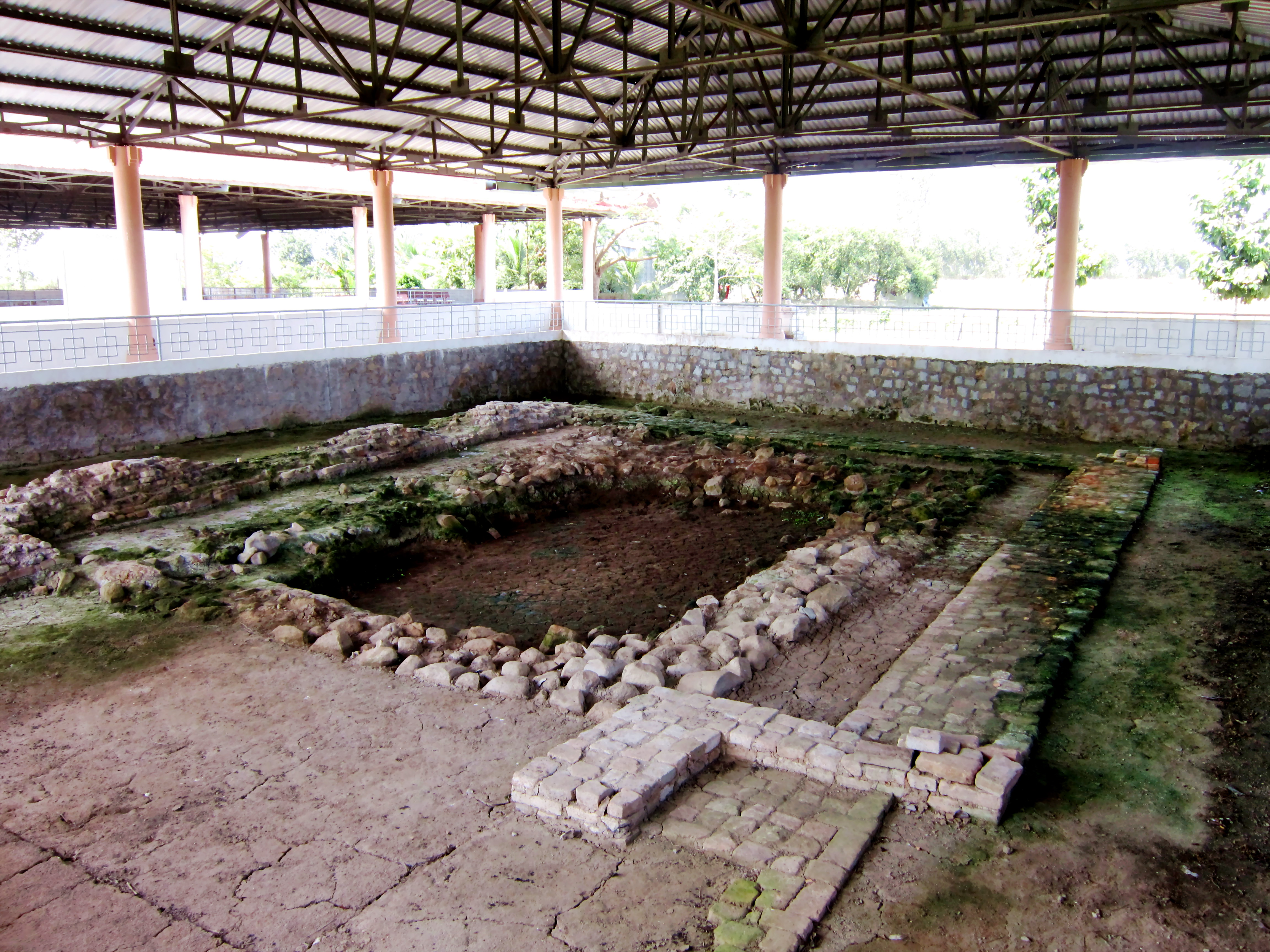
Di tích Gò Cây Thị B

Năm 1999, một cuộc khai quật khác lại được tiến hành ở khu vực này, và đã tìm thấy một nền móng khác có diện tích là 194,555 m (dài 16, 7 m x rộng 11,65 m), nằm cách di tích trên có 22 m về hướng Bắc.
Cả hai đều là loại kiến trúc cung đình mang tính chất tôn giáo, và có niên đại vào khoảng thế kỷ 6 đến thế kỷ 7 sau Công nguyên. Để phân biệt, các nhà khảo cổ đã gọi nền móng phát hiện năm 1944 là di tích Gò Cây Thị A, và nền móng phát hiện năm 1999 là di tích Gò Cây Thị B.
Nhằm bảo tồn và phát huy giá trị, Bộ Văn hóa-Thông tin (nay là Bộ Văn hóa, Thể thao và Du lịch) đã xếp hạng hai di tích kiến trúc A và B ở Gò Cây Thị là di tích khảo cổ theo Quyết định số 39/2002/QĐ-BVHTT ngày 30 tháng 12 năm 2002, và là 2 trong số các di tích thuộc di tích khảo cổ và kiến trúc nghệ thuật Óc Eo – Ba Thê được Thủ tướng Chính phủ xếp hạng Di tích quốc gia đặc biệt theo Quyết định số 1419/QĐ-TTg ngày 27 tháng 9 năm 2012 .

## Ảnh

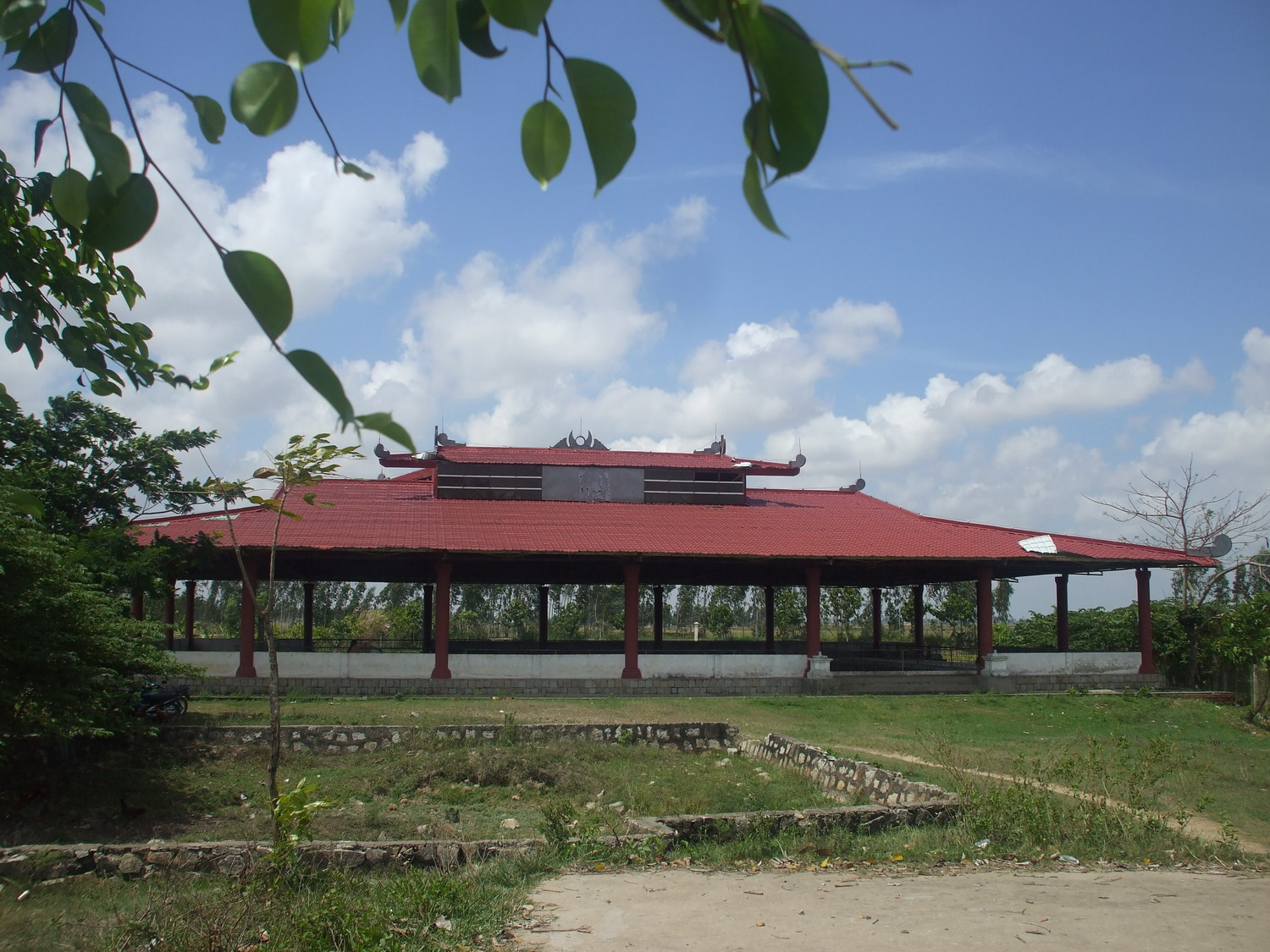
Nhà trưng bày di tích khảo cổ Gò Cây Thị A (chụp năm 2009).
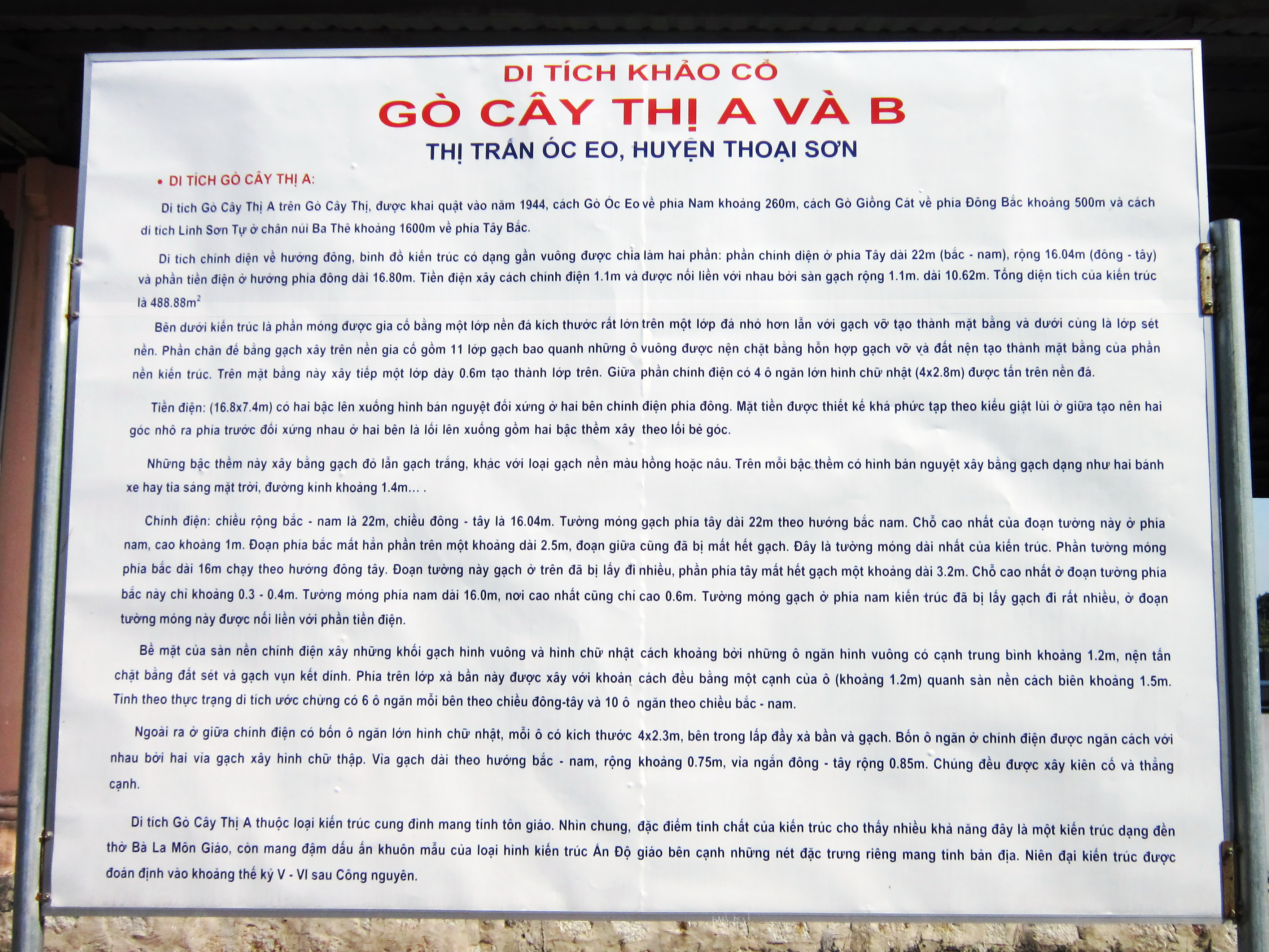
Bảng giới thiệu di tích Gò Cây Thị A.
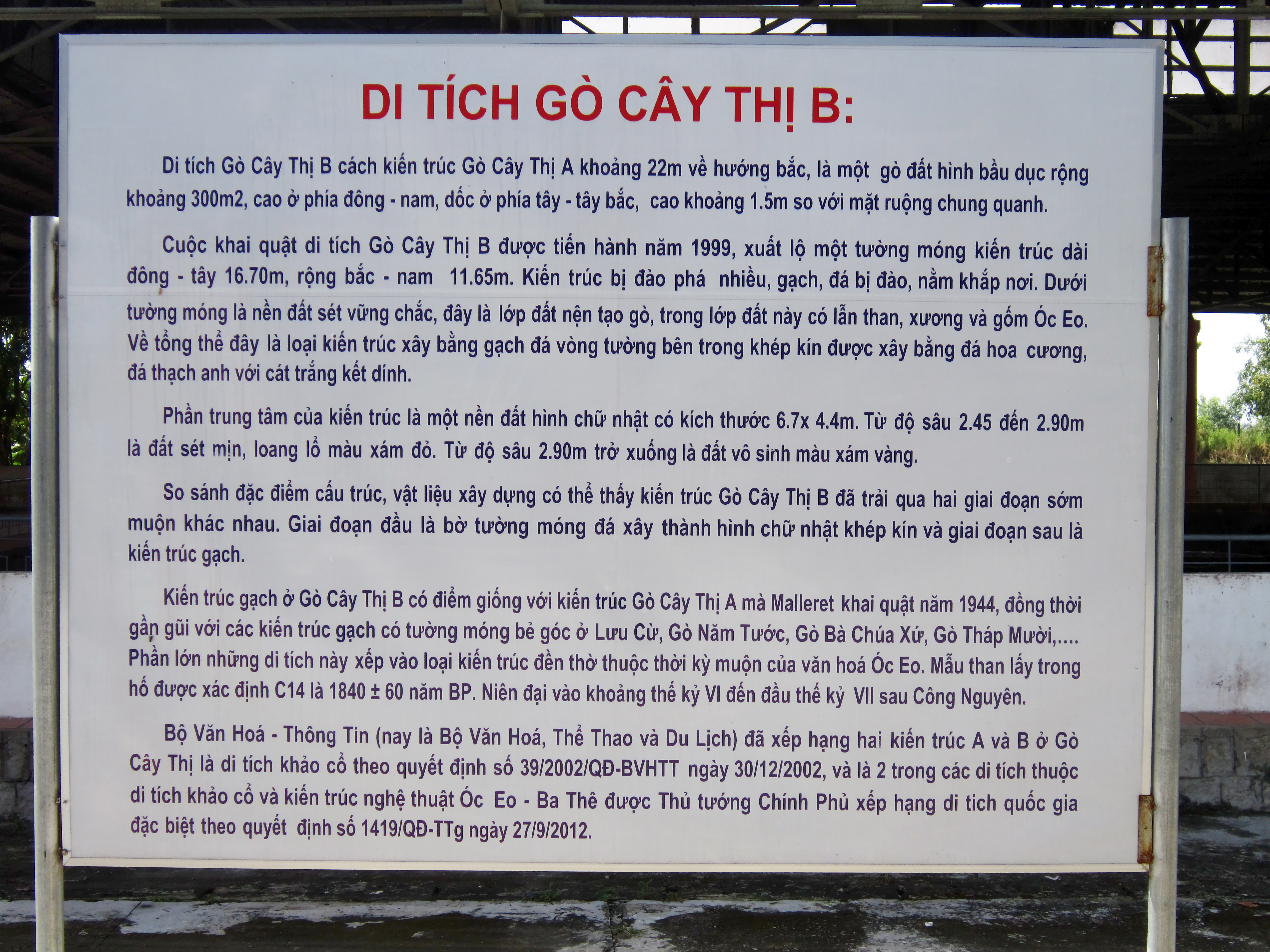
Bảng giới thiệu di tích Gò Cây Thị B.